# تريزا بيرنستاين
تريزا بيرنستاين (بالإنجليزية: Theresa Bernstein)‏ هي كاتِبة ورسامة أمريكية، ولدت في 1 مارس 1890 في فيلادلفيا في الولايات المتحدة، وتوفيت في 12 فبراير 2002 في نيويورك في الولايات المتحدة بسبب مرض.

## وصلات خارجية
- الموقع الرسمي